# Liste des premiers joueurs en nombre de touchdowns à la passe par saison en NFL
Au football américain, la passe est, avec la course, l'une des principales actions utilisées pour gagner du terrain.
La liste des premiers joueurs en nombre de touchdowns à la passe sur une saison régulière de la NFL reprend, saison après saison, les meilleurs joueurs ayant lancé le plus de passes conclues par un touchdown (ceux inscrits lors des séries éliminatoires ne sont pas pris en compte).

## Liste des joueurs

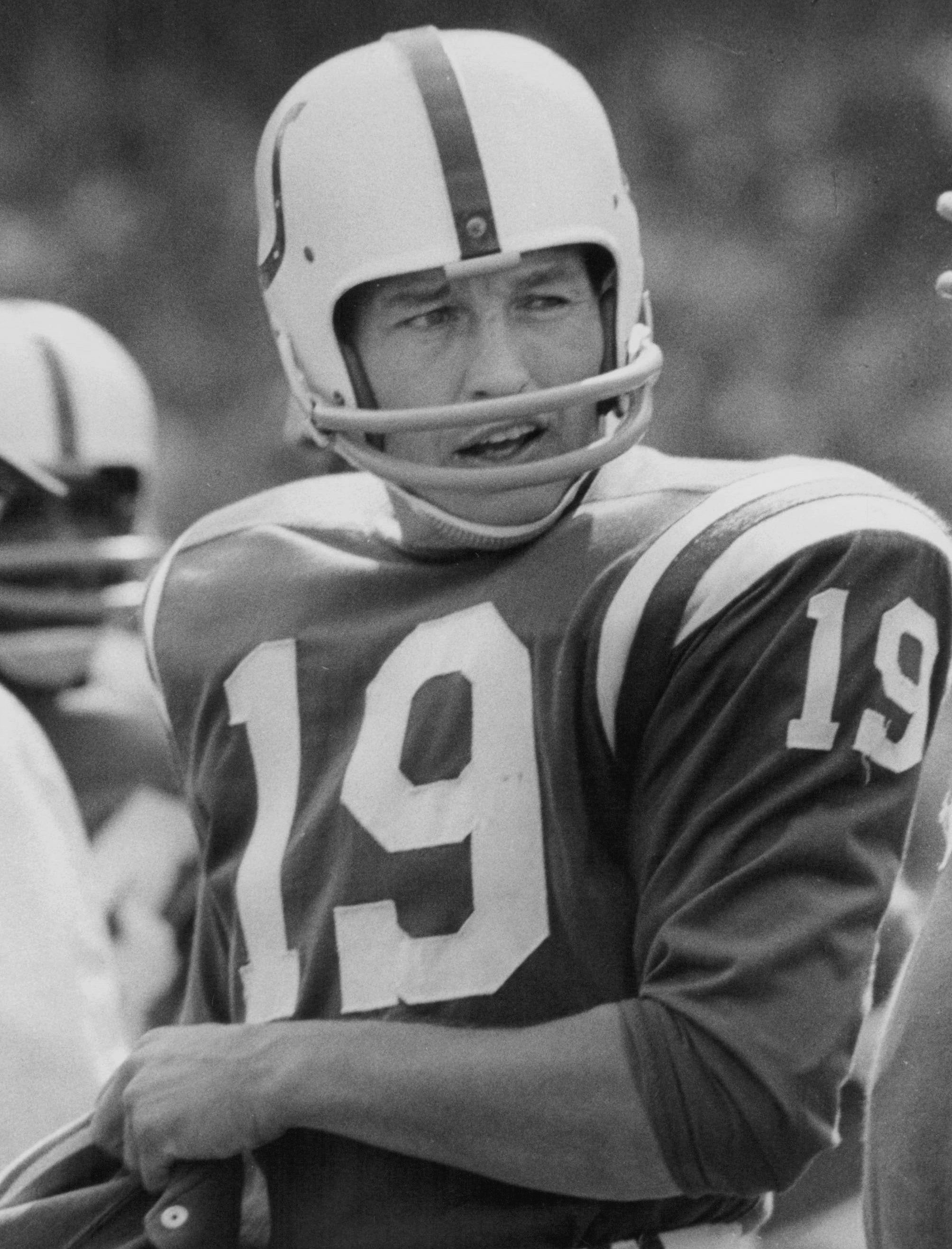
Johnny Unitas, lauréat en 1957, 1958, 1959 et 1960.

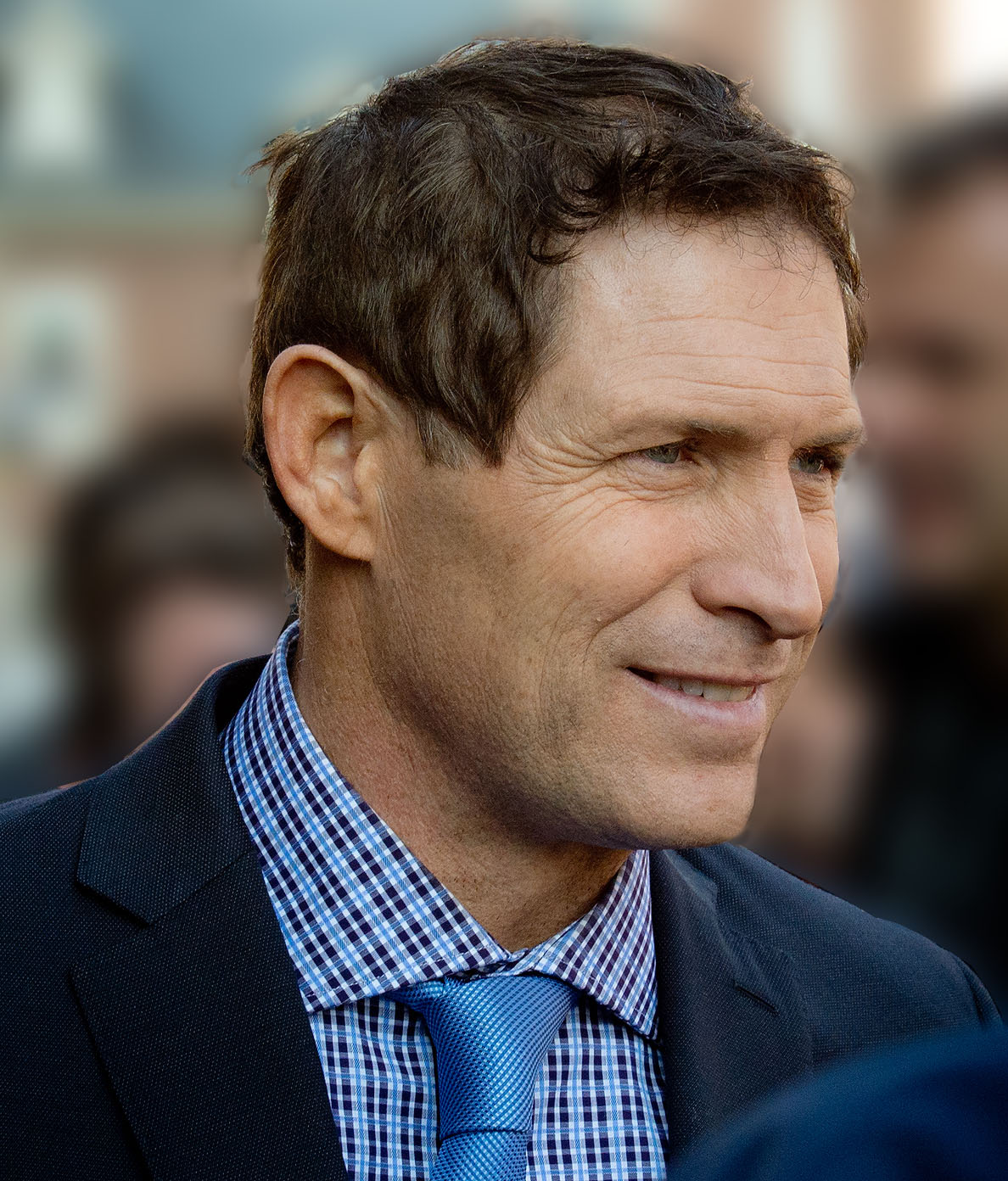
Steve Young, lauréat en 1992, 1993, 1994 et 1998.

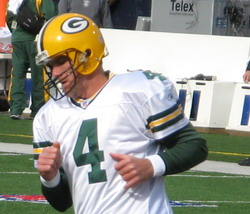
Brett Favre, lauréat en 1995, 1996, 1997 et 2003.

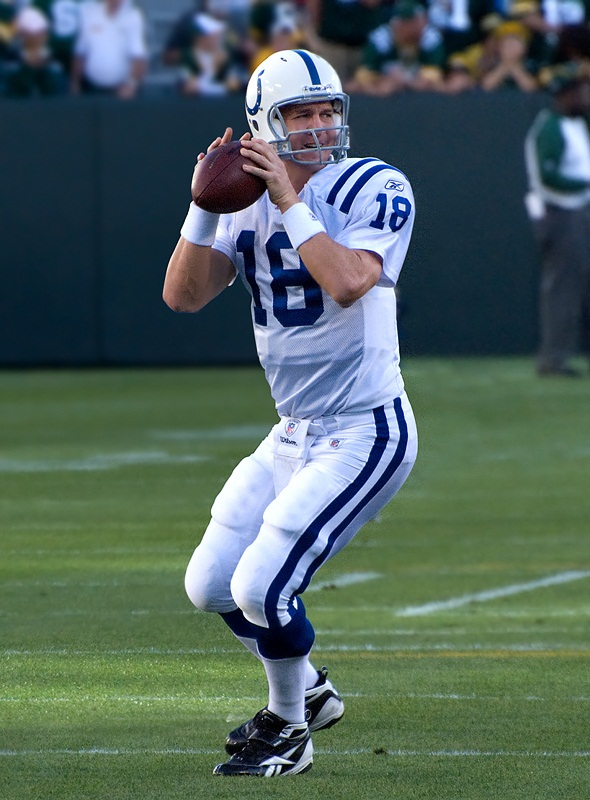
Peyton Manning, lauréat en 2000, 2004, 2006 et 2013.

Drew Brees, lauréat en 2008, 2009, 2011 et 2012.

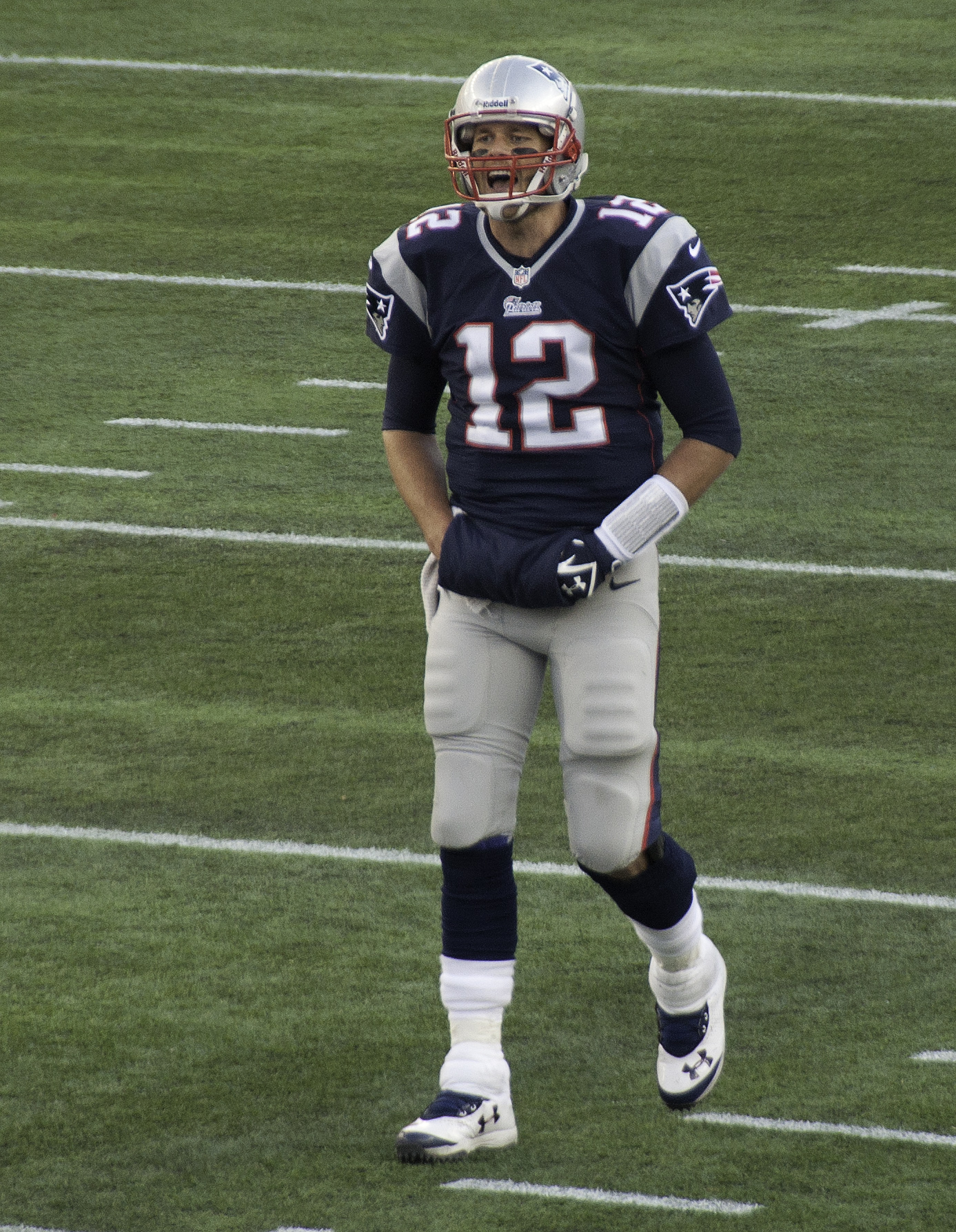
Tom Brady, lauréat en 2002, 2007, 2010 et 2015.

| Saison | Joueur              | Nb. | Équipe                             |
| ------ | ------------------- | --- | ---------------------------------- |
| 1932   | Arnie Herber        | 9   | Packers de Green Bay               |
| 1933   | Harry Newman        | 11  | Giants de New York                 |
| 1934   | Arnie Herber (2)    | 8   | Packers de Green Bay               |
| 1935   | Ed Danowski         | 10  | Giants de New York                 |
| 1936   | Harry Newman (3)    | 11  | Packers de Green Bay               |
| 1937   | Bernie Masterson    | 9   | Bears de Chicago                   |
| 1938   | Bob Monnett         | 9   | Packers de Green Bay               |
| 1939   | Frank Filchock      | 11  | Redskins de Washington             |
| 1940   | Sammy Baugh         | 12  | Redskins de Washington             |
| 1941   | Cecil Isbell        | 15  | Packers de Green Bay               |
| 1942   | Cecil Isbell (2)    | 24  | Packers de Green Bay               |
| 1943   | Sid Luckman         | 28  | Bears de Chicago                   |
| 1944   | Frank Filchock (2)  | 13  | Redskins de Washington             |
| 1945   | Sid Luckman (2)     | 14  | Bears de Chicago                   |
| 1945   | Bob Waterfield      | 14  | Rams de Cleveland                  |
| 1946   | Sid Luckman (3)     | 17  | Bears de Chicago                   |
| 1946   | Bob Waterfield (2)  | 17  | Rams de Los Angeles                |
| 1947   | Sammy Baugh (2)     | 25  | Redskins de Washington             |
| 1948   | Tommy Thompson      | 25  | Eagles de Philadelphie             |
| 1949   | Johnny Lujack       | 23  | Bears de Chicago                   |
| 1950   | George Ratterman    | 22  | Yanks de New York                  |
| 1951   | Bobby Layne         | 26  | Lions de Détroit                   |
| 1952   | Jim Finks           | 20  | Steelers de Pittsburgh             |
| 1952   | Otto Graham         | 20  | Browns de Cleveland                |
| 1953   | Bobby Thomason      | 21  | Eagles de Philadelphie             |
| 1954   | Adrian Burk         | 23  | Eagles de Philadelphie             |
| 1955   | Y. A. Tittle        | 17  | 49ers de San Francisco             |
| 1955   | Tobin Rote          | 17  | Packers de Green Bay               |
| 1956   | Tobin Rote          | 18  | Packers de Green Bay               |
| 1957   | Johnny Unitas       | 24  | Colts de Baltimore                 |
| 1958   | Johnny Unitas (2)   | 19  | Colts de Baltimore                 |
| 1959   | Johnny Unitas (3)   | 32  | Colts de Baltimore                 |
| 1960   | Johnny Unitas (4)   | 25  | Colts de Baltimore                 |
| 1961   | Sonny Jurgensen     | 32  | Eagles de Philadelphie             |
| 1962   | Y. A. Tittle (2)    | 33  | Giants de New York                 |
| 1963   | Y. A. Tittle (3)    | 36  | Giants de New York                 |
| 1964   | Frank Ryan          | 25  | Browns de Cleveland                |
| 1965   | John Brodie         | 30  | 49ers de San Francisco             |
| 1966   | Frank Ryan (2)      | 29  | Browns de Cleveland                |
| 1967   | Sonny Jurgensen (2) | 31  | Redskins de Washington             |
| 1968   | Earl Morrall        | 26  | Colts de Baltimore                 |
| 1969   | Roman Gabriel       | 24  | Rams de Los Angeles                |
| 1970   | John Brodie (2)     | 24  | 49ers de San Francisco             |
| 1971   | John Hadl           | 21  | Chargers de San Diego              |
| 1972   | Billy Kilmer        | 19  | Redskins de Washington             |
| 1972   | Joe Namath          | 19  | Jets de New York                   |
| 1973   | Roman Gabriel (2)   | 23  | Eagles de Philadelphie             |
| 1973   | Roger Staubach      | 23  | Cowboys de Dallas                  |
| 1974   | Ken Stabler         | 26  | Raiders d'Oakland                  |
| 1975   | Fran Tarkenton      | 25  | Vikings du Minnesota               |
| 1975   | Joe Ferguson        | 25  | Bills de Buffalo                   |
| 1976   | Ken Stabler (2)     | 27  | Raiders d'Oakland                  |
| 1977   | Bob Griese          | 22  | Dolphins de Miami                  |
| 1978   | Terry Bradshaw      | 28  | Steelers de Pittsburgh             |
| 1979   | Steve Grogan        | 28  | Patriots de la Nouvelle-Angleterre |
| 1979   | Brian Sipe          | 28  | Browns de Cleveland                |
| 1980   | Steve Bartkowski    | 31  | Falcons d'Atlanta                  |
| 1981   | Dan Fouts           | 33  | Chargers de San Diego              |
| 1982   | Dan Fouts (2)       | 17  | Chargers de San Diego              |
| 1982   | Terry Bradshaw (2)  | 17  | Steelers de Pittsburgh             |
| 1982   | Joe Montana         | 17  | 49ers de San Francisco             |
| 1983   | Lynn Dickey         | 32  | Packers de Green Bay               |
| 1984   | Dan Marino          | 48  | Dolphins de Miami                  |
| 1985   | Dan Marino (2)      | 30  | Dolphins de Miami                  |
| 1986   | Dan Marino (3)      | 44  | Dolphins de Miami                  |
| 1987   | Joe Montana (2)     | 31  | 49ers de San Francisco             |
| 1988   | Jim Everett         | 31  | Rams de Los Angeles                |
| 1989   | Jim Everett (2)     | 29  | Rams de Los Angeles                |
| 1990   | Warren Moon         | 33  | Oilers de Houston                  |
| 1991   | Jim Kelly           | 33  | Bills de Buffalo                   |
| 1992   | Steve Young         | 25  | 49ers de San Francisco             |
| 1993   | Steve Young (2)     | 29  | 49ers de San Francisco             |
| 1994   | Steve Young (3)     | 35  | 49ers de San Francisco             |
| 1995   | Brett Favre         | 38  | Packers de Grenn Bay               |
| 1996   | Brett Favre (2)     | 39  | Packers de Grenn Bay               |
| 1997   | Brett Favre (3)     | 35  | Packers de Grenn Bay               |
| 1998   | Steve Young (4)     | 36  | 49ers de San Francisco             |
| 1999   | Kurt Warner         | 41  | Rams de Saint-Louis                |
| 2000   | Peyton Manning      | 33  | Colts d'Indianapolis               |
| 2000   | Daunte Culpepper    | 33  | Vikings du Minnesota               |
| 2001   | Kurt Warner (2)     | 36  | Rams de Saint-Louis                |
| 2002   | Tom Brady           | 28  | Patriots de la Nouvelle-Angleterre |
| 2003   | Brett Favre (4)     | 32  | Packers de Grenn Bay               |
| 2004   | Peyton Manning (2)  | 49  | Colts d'Indianapolis               |
| 2005   | Carson Palmer       | 32  | Bengals de Cincinnati              |
| 2006   | Peyton Manning (3)  | 31  | Colts d'Indianapolis               |
| 2007   | Tom Brady (2)       | 50  | Patriots de la Nouvelle-Angleterre |
| 2008   | Drew Brees          | 34  | Saints de La Nouvelle-Orléans      |
| 2008   | Philip Rivers       | 34  | Chargers de San Diego              |
| 2009   | Drew Brees (2)      | 34  | Saints de La Nouvelle-Orléans      |
| 2010   | Tom Brady (3)       | 36  | Patriots de la Nouvelle-Angleterre |
| 2011   | Drew Brees (3)      | 46  | Saints de La Nouvelle-Orléans      |
| 2012   | Drew Brees (4)      | 43  | Saints de La Nouvelle-Orléans      |
| 2013   | Peyton Manning (4)  | 55  | Broncos de Denver                  |
| 2014   | Andrew Luck         | 40  | Colts d'Indianapolis               |
| 2015   | Tom Brady (4)       | 36  | Patriots de la Nouvelle-Angleterre |
| 2016   | Aaron Rodgers       | 40  | Packers de Green Bay               |
| 2017   | Russell Wilson      | 34  | Seahawks de Seattle                |
| 2018   | Patrick Mahomes     | 50  | Chiefs de Kansas City              |
| 2019   | Lamar Jackson       | 36  | Ravens de Baltimore                |
| 2020   | Aaron Rodgers (2)   | 48  | Packers de Green Bay               |